# Ch’oe Yong Gŏn
Ch’oe Yong Gŏn (kor. 최용건, 崔庸健; ur. 21 czerwca 1900, zm. 19 września 1976 w Pjongjangu) – wicemarszałek Koreańskiej Armii Ludowej. Minister obrony Korei Północnej od 1953 do 1957, następnie przewodniczący Prezydium Najwyższego Zgromadzenia Ludowego od 1957 do 1972.
Otrzymał Order Odrodzenia Polski I klasy w 1959 (pod nazwiskiem Con Jen Gen).